# Tianhe Jichang (métro de Wuhan)
 (décembre 2023).
Si vous disposez d'ouvrages ou d'articles de référence ou si vous connaissez des sites web de qualité traitant du thème abordé ici, merci de compléter l'article en donnant les références utiles à sa vérifiabilité et en les liant à la section « Notes et références ».
Tianhe Jichang (chinois : 天河机场站 ; pinyin : tiānhé jīchǎng zhàn ; litt. « station Aéroport de Tianhe ») est une station de la ligne 2 du métro de Wuhan. Terminus nord de la ligne, elle dessert l'aéroport international de Wuhan Tianhe depuis le 28 décembre 2016.